# Christian Hieronymus Moll
Christian Hieronymus Moll (* 21. Oktober 1750 in Wien; † nach 1824) war Sohn eines Wiener Hofkriegsagenten, leitete das deutsche Theater in Preßburg und war später Direktor des Triester Theaters sowie Herausgeber der Wochenschriften Historisch-kritische Theaterchronik von Wien (1774/1775), Triester Weltkorrespondenten (1781) und des Werkes Historisch-statistische Beschreibung der Stadt Triest (1782). Er gründete 1787 in Pest ein Auskunftsbüro, das Frag- und Kundschaftsamt. Er war Verfasser zahlreicher Bühnenstücke und sang 1791 in der Uraufführung Mozarts Zauberflöte die Rolle des dritten Priesters.